# Conservatoire à rayonnement régional de Rennes
Le conservatoire à rayonnement régional de Rennes est un établissement d'enseignement artistique agréé et contrôlé par l'État (Direction générale de la Création artistique du ministère de la Culture et de la Communication), représenté par la direction régionale des Affaires culturelles (DRAC). Il propose trois spécialités, musique, chorégraphie et art dramatique. Il est situé à Rennes (Ille-et-Vilaine, France) où il compte deux sites (Le Blosne et rue Hoche).

## Histoire
Le 9 octobre 2021, le nouveau site implanté dans le quartier du Blosne, au sud de la ville, est inauguré, le site historique de la rue Hoche est maintenu pour les cours individuels de musique.

## Directeurs successifs
- Jean-Marie Maes - ? à 2000
- Benoît Baumgartner - 2000 à 2013
- Maxime Leschiera - 2013 à 2019
- Hélène Sanglier - 2020 à 2024
- Béatrice Quoniam : depuis 2025

## Le CRR aujourd’hui
Le conservatoire, et ses 100 enseignants, accueillent 1 400 élèves. L'établissement est actuellement dirigé par Hélène Sanglier.

### Diplômes délivrés
Le conservatoire décerne un certificat d'études musicales et un certificat d'études chorégraphiques, ainsi que les diplômes d’études chorégraphiques, musicales et théâtrales.

### Enseignement
Dans le domaine musical, le conservatoire délivre un enseignement concernant les cordes (violon, alto, violoncelle, contrebasse), les bois (flûtes, hautbois, basson, saxophone, clarinette), les cuivres (cor, trompette, trombone, tuba) ainsi que les instruments polyphoniques (piano, accordéon, guitare, harpe, orgue, percussions). Des classes de chant, d’écriture et de composition musicales, ainsi qu’un atelier dédié aux instruments anciens, au jazz et à la musique traditionnelle bretonne sont également organisés. La Maîtrise de Bretagne, dirigée par Jean-Michel Noël, y a son siège. 
Les danses classique et contemporaine font partie de l’offre chorégraphique du conservatoire ainsi qu’un cursus d’art dramatique comprenant également une formation à l'expression scénique.
Le conservatoire de Rennes participe au programme Erasmus.

### Partenariats
Le conservatoire, en partenariat avec l’Éducation nationale, s’inscrit dans un cycle de classes à horaires aménagés. Les écoles primaires du Contour-Saint-Aubin et de l'Adoration, les collèges Anne-de-Bretagne et de l'Adoration ainsi que les lycées Bréquigny et Saint-Joseph (à Bruz) participent à ce programme,.

### Allégations d'agressions sexuelles
En 2019, des élèves signalent des agressions sexuelles par un professeur de théâtre. Les procédures judiciaires n'aboutissent pas, les faits sont jugés insuffisamment caractérisés. En 2021, la ville de Rennes prononce une sanction de révocation à l’encontre de l’enseignant, celle-ci est annulée par la justice,.